# آبشار وتیسفوسن
آبشار وتیسفوسن (به انگلیسی: Vettisfossen) آبشاری است که در نروژ واقع شده و ارتفاع کلی ریزشگاه آن ۲۷۵ متر (۹۰۲ فوت) است.